# Josep Ramon Cerdà i Mas
Josep Ramon Cerdà i Mas (Palma, 8 de febrer de 1971) és un professor i dramaturg mallorquí, director del Teatre Principal de Palma entre 2019 i 2023.

## Trajectòria
Llicenciat en Filologia Catalana, ha treballat com a professor de secundària. Forma part del col·lectiu 31, des d'on ha organitzat els Encontres anuals de teatre en català a l'ensenyament secundari de Muro, els Encontres d'audiovisuals a l'ensenyament secundari d'Alcúdia i la Marató teatral d'Alcúdia. És membre fundador de l'Associació d'actors professionals de les illes Balears (AAPIB). Fou coordinador de la 1a Trobada d'Autors Teatrals de les Illes Balears, organitzat per la Fundació Teatre Principal de Palma l'abril del 2003.
Juntament amb antics components de l'antiga companyia de teatre escolar Xicarandana, formada a l'IES Guillem Sagrera, al 1993 crea la companyia professional Teatredequè, que va estar en actiu fins al 2008. Ha escrit i dirigit per projectes puntuals com el Microteatre i Teatre de Barra, i va coordinar el festival autogestionat Jardí Desolat a Palma.
Va exercir de delegat d'arts escèniques del Govern de les Illes Balears (2007-2011) i ha estat director de l'Institut d'Estudis Baleàrics fins al seu cessament, que es produeix en el marc del cas Contractes de MÉS. El cas fou arxivat definitivament l'octubre de 2020 en considerar, per segona vegada, que els fets denunciats no eren constitutius de cap delicte. L'agost de 2019 va ser nomenat director del Teatre Principal de Palma, càrrec que va mantenir fins al canvi de govern, l'estiu de 2023.

## Obra representada
- Calor. Teatre del Mar (Palma). 1995
- Dissabte. Teatre Principal (Palma). 2000
- Fotos de Petra. Teatre del Mar (Palma). 2002
- Merceria. Microteatre (Palma). 2011
- Més enllà del mar. Microteatre (Palma). 2012
- Víctor i el Monstre. Feria Fetén (Gijón). Mostra de teatre d'Igualada. Fira de teatre de Manacor. 2013
- Las Normas. Microteatre (Palma). 2014
- Hamlet Party. Festival Jardí Desolat (Palma). Festival Iberoamericano de Madrid. 2014
- El mag de la platja. Festival Jardí Desolat (Palma). 2015

## Premis i reconeixements
- Premi Bartomeu Rosselló-Pòrcel 1997 de l'Obra Cultural Balear